# Hanna Hilton

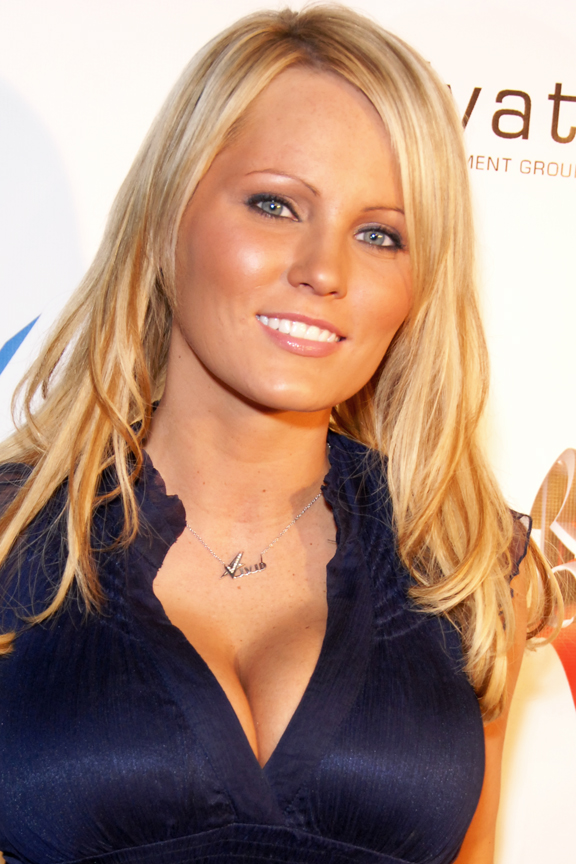
Hanna Hilton (2009)

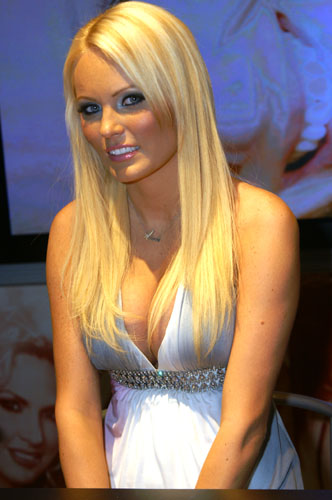
Hanna Hilton (2009)

Hanna Hilton (* 31. Oktober 1984 als Erica Hunter in Brookville, Franklin County, Indiana) ist eine ehemalige US-amerikanische Pornodarstellerin und Model.

## Karriere
Zunächst modelte Hilton und machte Foto-Shootings für Bademoden und Reizwäsche. Im Dezember 2006 war sie auf dem Cover des Penthouse zu sehen und wurde zum Pet of the Month ernannt. Im November 2006 war sie bereits Twistys Treat of the Month. Zunächst drehte sie nur lesbische und Solo-Szenen, bis April 2008, als sie für Brazzers ihre erste Hardcore-Szene drehte. Einen Monat später unterschrieb sie einen Exklusivvertrag bei Vivid und wurde damit offiziell zum Vivid Girl. Ihr Debütfilm war Meggan and Hanna Love Manuel. Danach drehte sie einige Filme für Vivid, war aber auch für Internetseiten wie z. B. Twistys aktiv.
Im September 2009 wurde auf LukeFord.com berichtet, dass sie ihre aktive Pornokarriere beendet. Trotz eineinhalb Jahren Inaktivität wurde sie auf Fameregistry.com auf Platz 58 gelistet. Die Fame Registry ist ein Index, welcher Auszeichnungen, Webseiten-Traffic und viele andere Faktoren berücksichtigt. Sie vermarktet weiterhin noch Exklusiv-Videos von sich und anderen Darstellerinnen (z. B. Kagney Linn Karter) über ihre Homepage.
Sie wurde unter anderem für die Männermagazine Club-Magazin und Xtreme-Magazin abgelichtet und war Cover-Girl. Außerdem war sie im Club International, Xcitement, Swank, Sport Truck und Biker-Magazin zu sehen.
Im Jahr 2009 hatte sie einen Cameo-Auftritt im Film Surrogates – Mein zweites Ich als weiblicher Roboter.

## Filmografie (Auswahl)
Die Internet Adult Film Database (IAFD) listet 24 Filme, in denen sie mitgespielt hat.
- 2007: Conspiracies Create Captives
- 2007: Erin’s Nude Bondage Conspiracy!
- 2008: Meggan & Hanna Love Manuel
- 2008: The Kidnapping of Jana Cova!
- 2009: MILF Stories
- 2009: Real Wife Stories 5
- 2009: Hanna’s House
- 2009: Surrogates – Mein zweites Ich (Cameo-Auftritt)
- 2010: Squeeze
- 2010: Live!!! Nude!!! Girls

## Auszeichnungen
- 2006: Twistys Treat of the Month November[7]
- 2006: Penthouse-Pet Dezember
- 2007: Hustler Honey Januar
- 2007: Booble Girl of the Month Mai[8]
- 2008: Booble Girl of the Month Juli[9]
- 2009: WrestlingInc Girl of the Month April[10]